# St. Louis

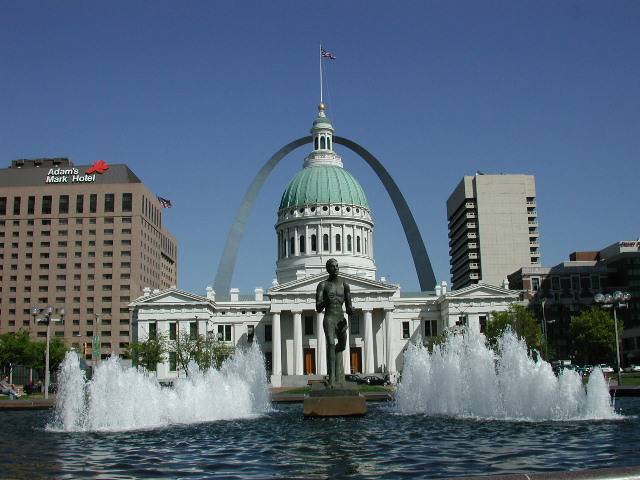
Gateway Arch

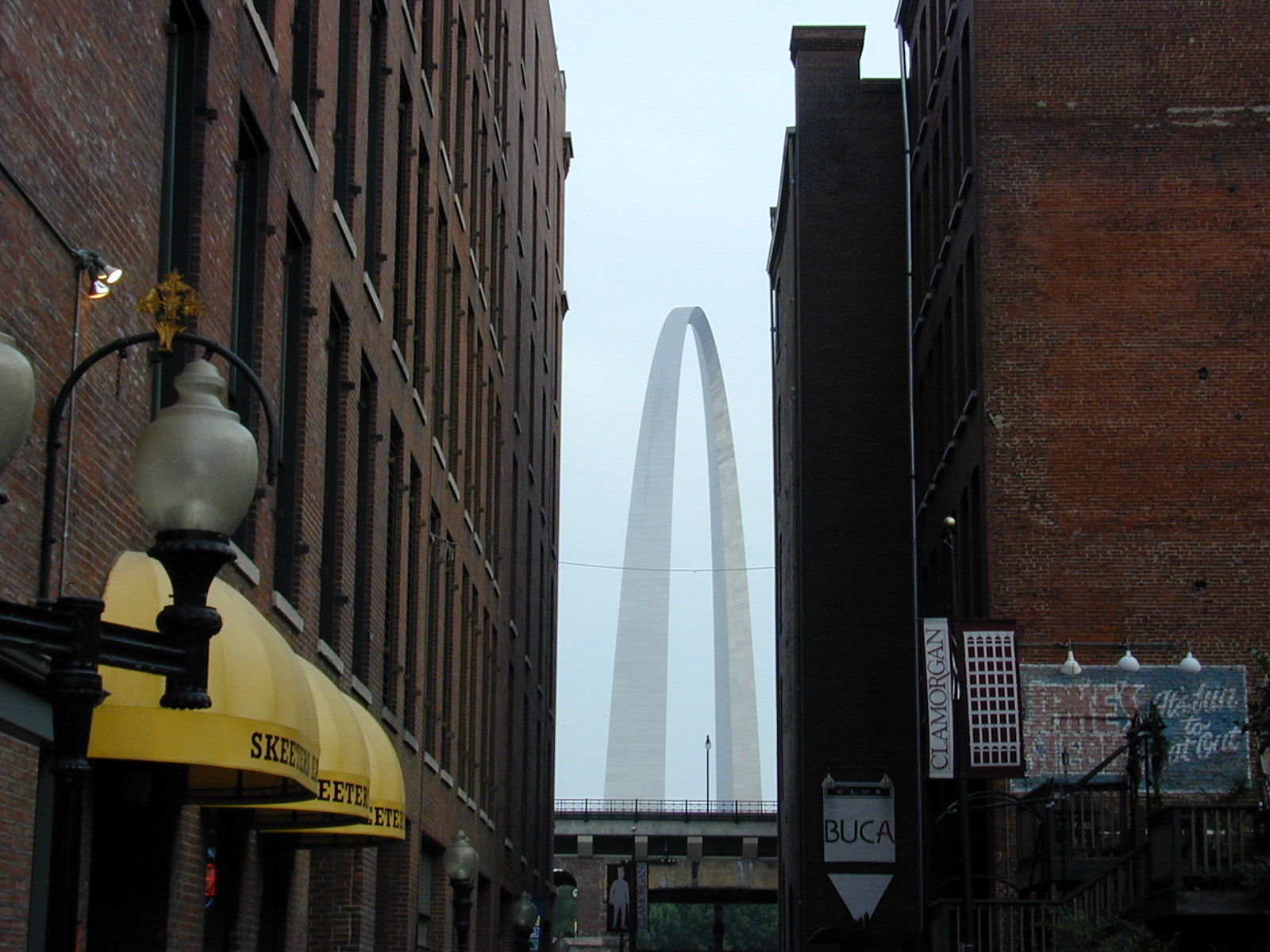
Gateway Arch

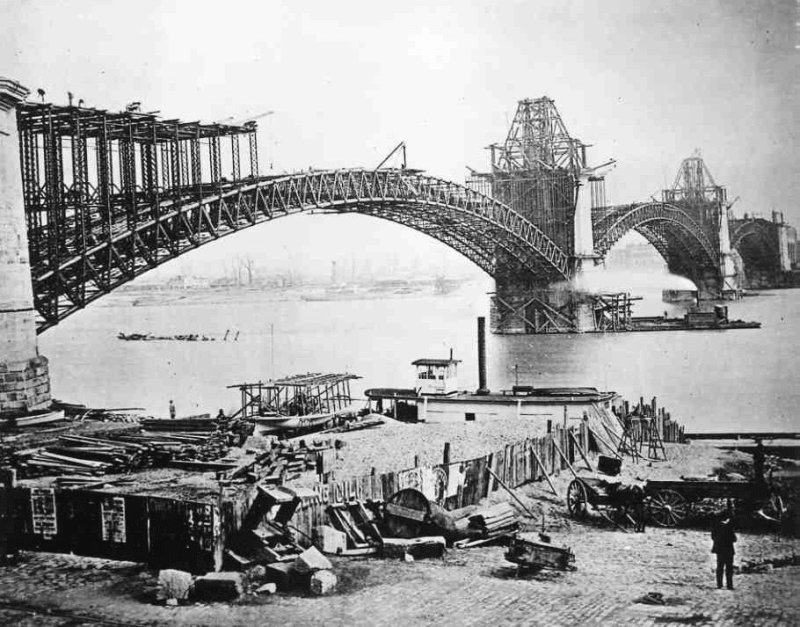
Bau der Eads Bridge über den Mississippi River vor 1874

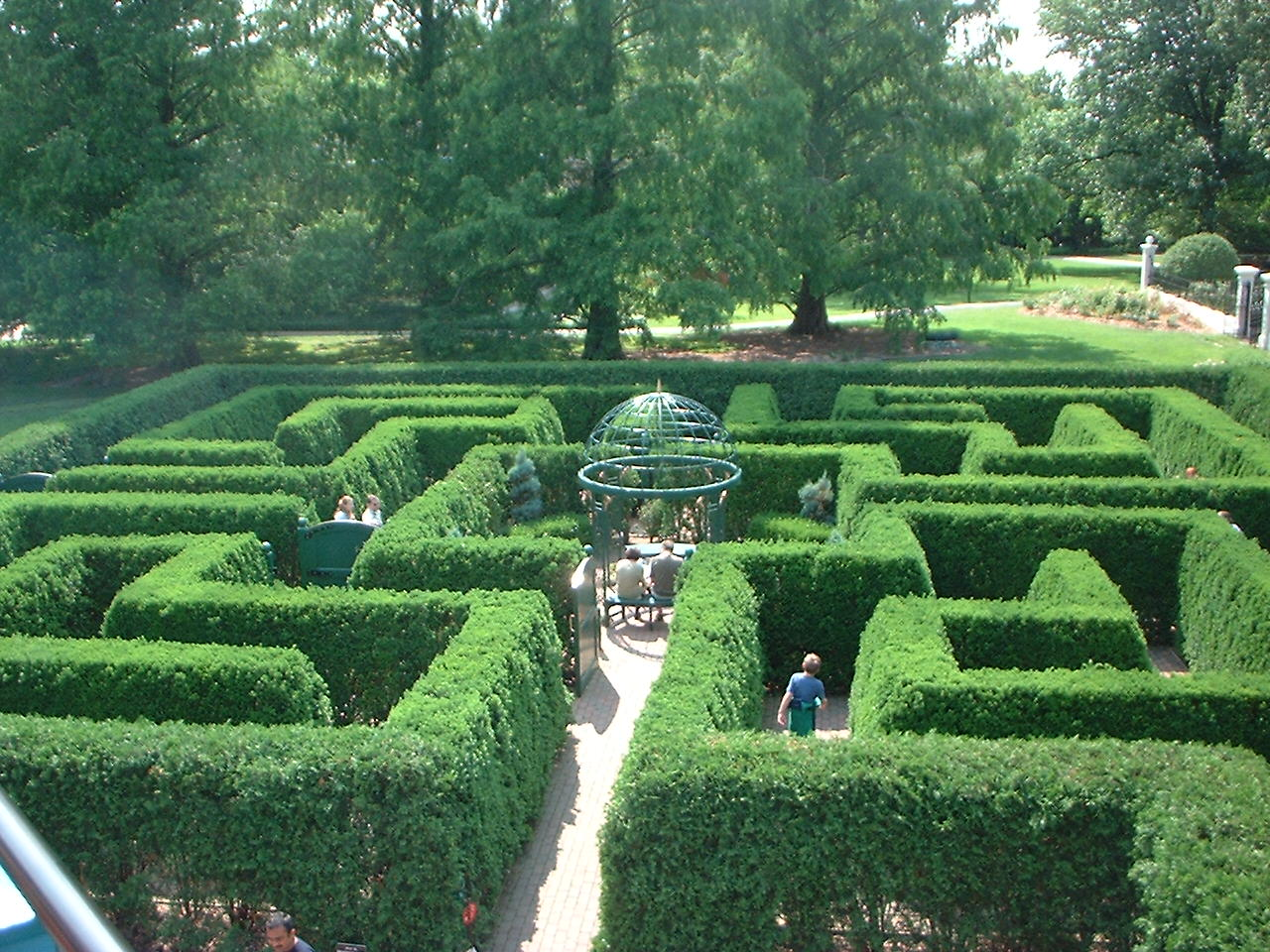
Missouri Botanical Garden

St. Louis (ausgeschrieben Saint Louis) [ˌseɪntˈluːɪs] ist eine Großstadt im US-Bundesstaat Missouri am westlichen Ufer des Mississippi an der Grenze zum Nachbarstaat Illinois. Sie hat 301.587 Einwohner (Volkszählung 2020).
Die Stadt ist auch als The Gateway City bekannt, angelehnt an ihre Bedeutung als Tor in den Westen während der Urbarmachung und Entwicklung des amerikanischen Westens. Gegründet von französischen Händlern im Jahre 1764, welche die neue Siedlung nach König Ludwig IX. benannten, wuchs St. Louis schnell zu einem der wichtigsten Handelsplätze am Mississippi heran und war hinter New Orleans die zweitgrößte Stadt im Louisiana-Territorium. Als dieses 1804 von den Vereinigten Staaten erworben wurde, wurden diese größtenteils noch völlig unbekannten Gebiete von St. Louis aus erkundet (Lewis-und-Clark-Expedition). 
Fast die gesamte weitere Erschließung des Westens wurde von hier aus organisiert, wodurch sich St. Louis im Laufe des 19. Jahrhunderts zur Boomtown entwickelte. Besonders die Eisenbahn spielte dabei eine große Rolle. Durch das große Wachstum der von der Industrie geprägten Stadt war St. Louis von den 1860er bis in die 1920er Jahre hinein die viertgrößte Stadt der USA. 1904 wurde sie die erste Stadt außerhalb Europas, die die Olympischen Sommerspiele austrug. 
Seit dem Zweiten Weltkrieg geht die Einwohnerzahl stetig zurück und der einstige Ruhm der Stadt verblasste mit der Zeit. 2006 führte St. Louis die Liste der gefährlichsten Städte der Vereinigten Staaten an, weil man nur die Zahlen für die Innenstadt und nicht auch die Zahlen für die gesamte Metro Area berücksichtigt hatte. Von 2014 bis 2016 führte St. Louis erneut die Liste der Städte mit den meisten Tötungsdelikten in den USA an. Im weltweiten Vergleich liegt St. Louis damit auf Platz 15 (2015). In der Statistik waren noch Baltimore, Detroit und New Orleans als gefährlichste Städte der Vereinigten Staaten angegeben.
St. Louis ist heute neben Kansas City das kulturelle und wirtschaftliche Zentrum Missouris und Sitz einiger der wichtigsten Hochschulen des Bundesstaats, wie der Washington University, der Saint Louis University und der University of Missouri-St. Louis.
In der Metropolregion Greater St. Louis leben heute insgesamt 2,8 Millionen Einwohner. Die Region ist damit die größte Missouris und der achtzehntgrößte Ballungsraum der Vereinigten Staaten (Stand 2010). Das Stadtgebiet gehört jedoch nicht zum St. Louis County, in dem 998.954 Menschen wohnen und der die meisten Vorstädte umfasst. St. Louis selbst ist seit ihrer Gründung eine Independent City, also eine kreisfreie Stadt.

## Geschichte

### Vor-Kolonialzeit
Etwa zehn Kilometer östlich der heutigen Innenstadt lag, am damaligen Lauf des Mississippi, die größte Stadt des vorkolumbischen Nordamerikas: die wohl im 7. Jahrhundert gegründete Stadt Cahokia, ein Zentrum der Mississippi-Kultur, erreichte im 12. Jahrhundert eine Einwohnerzahl, für die die Schätzungen von etwa 8000 bis hin zu 40.000 reichen. Damit war Cahokia die größte jemals errichtete Stadt nördlich des heutigen Mexikos, erst um 1800 erreichte Philadelphia eine solche Einwohnerzahl. Die Stadt war berühmt für ihre Erdpyramiden (Mounds), ähnlich denen der mittelamerikanischen Hochkulturen; die größte erhaltene, Monks Mound, hat größere Seitenlängen als die Pyramiden von Gizeh. Die Stadt wurde um 1400 aus unbekannten Gründen von ihren Bewohnern aufgegeben. Als die ersten Europäer das Gebiet im 17. Jahrhundert erreichten, fanden sie den Siedlungsplatz verlassen vor. Das Gelände von Cahokia gehört seit 1982 zum UNESCO-Welterbe.

### 18. Jahrhundert: Kolonialisierung, Stadtgründung
Der französische Händler Pierre Laclède Liguest und sein aus New Orleans stammender Stiefsohn Auguste Chouteau gründeten Saint Louis 1763 als einen Handelsposten. Die eigentliche Stadtgründung fand am 15. Februar 1764 statt. Nach dem French and Indian War (1754–1763) war St. Louis unter spanischer Kontrolle, wurde jedoch – zusammen mit dem Rest von Louisiana – im Napoleonischen Krieg an Frankreich zurückgegeben.

### 19. Jahrhundert: Teil der Vereinigten Staaten ab 1803
Die Vereinigten Staaten erwarben die Stadt im Jahre 1803 unter Präsident Thomas Jefferson im Rahmen des Louisiana Purchase. Später wurde Saint Louis der Ausgangspunkt vieler Expeditionen in den Westen wie der Lewis-und-Clark-Expedition sowie für Felljäger. Auch viele Siedler starteten von St. Louis gen Westen.
Im Sezessionskrieg wurde der Ort 1861 zum Schauplatz des Camp-Jackson-Massakers. Zu dieser Zeit hatte sich St. Louis mit einer Einwohnerzahl von 310.000 nach New York City, Brooklyn (damals noch selbstständig) und Philadelphia an die vierte Stelle der US-Städte gesetzt. Chicago konnte allerdings nachweisen, dass St. Louis 90.000 Einwohner hinzugerechnet hatte, die nicht im engeren Stadtgebiet wohnten. Noch um die Wende zum 20. Jahrhundert wurde der Gateway City aufgrund ihrer günstigen Lage als Tor zum Westen eine glänzende Zukunft vorausgesagt.
Im 19. Jahrhundert hatte ein starker Zuzug deutscher Einwanderer nach Saint Louis eingesetzt. Der deutsche Anteil an der Bevölkerung von St. Louis betrug 1860 ca. 60.000 von etwa 170.000 Einwohnern. Die Großbrauerei Anheuser-Busch wurde 1870 von Eberhard Anheuser aus Bad Kreuznach und seinem Schwiegersohn Adolphus Busch aus Mainz-Kastel gegründet. Für die deutsche katholische Gemeinde wurde zwischen 1895 und 1908 die Kirche St. Frances de Sales nach Entwürfen des Berliner Architekten Engelbert Seibertz errichtet. 
Der St. Louis Place Park wurde am 13. November 1898 nach vorhergehenden dreitägigen Festivitäten mit einer Kopie der von Ernst Rau 1876 geschaffenen Schillerstatue aus Marbach am Neckar geschmückt. Diese Stiftung erfolgte durch den Braumeister Col. Charles Stifel. Die Schillerstatue wurde später an die Memorial Plaza nahe dem Rathaus gebracht, wo sie noch heute steht.

### 20. Jahrhundert: Blütezeit bis 1950, dann Niedergang
1904 war St. Louis sowohl Gastgeber der Olympischen Spiele als auch der Louisiana Purchase Exposition, der vom 30. April bis 1. Dezember dauernden Weltausstellung.
Die größte Bevölkerungszahl erreichte St. Louis in der Volkszählung von 1950 mit 856.796. Seitdem nimmt die Bevölkerung kontinuierlich ab. Der Fortzug aus der Innenstadt in das Umland macht sich besonders in dem Gebiet um St. Louis Place Park und um die ehemals mondäne St. Louis Avenue, auf der 1875 schon Pferdebahnen liefen, bemerkbar. Vollständige historische Häuserblocks wurden dort seit den 1950er Jahren abgebrochen oder zeugen, größtenteils als verwahrloste Ruinen, von der einstigen schmucken Pracht dieses seit den 1880er Jahren aufstrebenden Viertels, das besonders bei den deutschen Zuwanderern beliebt war. Hier gab es deutsche Gemeinden aller Konfessionen und Schulen, in denen auf Deutsch unterrichtet wurde.

### 21. Jahrhundert
Auch 2010 hatte St. Louis mit 319.294 Einwohnern noch nicht seinen Bevölkerungstiefpunkt erreicht; die Bevölkerung schrumpft weiterhin. Jeder fünfte Einwohner lebt in Armut. Die St. Louis Metropolitan Police Department hat die höchste Rate an Tötungen durch die Polizei pro Kopf der 100 größten Polizeidienststellen im Bundesgebiet. Das Stadtgebiet ist, verglichen mit sich gut entwickelnden Vorstadtgemeinden, wenig einladend für Wohnzwecke. 
Im Osten am Mississippiufer zieht sich über rund 15 Kilometer die Industrie- und Gewerbezone hin, nur unterbrochen durch den Jefferson Memorial Park mit dem Gateway Arch. Das zum großen Teil heruntergewirtschaftete Gebiet verschließt Bürgern den Zugang zum Flussufer. Die Innenstadt ist mittig durchzogen von Eisenbahnen und Hochstraßen und besetzt mit Sportstätten, Einkaufszentren und riesigen Parkplätzen. In innenstadtnahen Wohngebieten im Norden und Süden wurden verlassene Hausgrundstücke zum Teil abgeräumt und zu kleinen Grünflächen umgewandelt, so dass sich die Stadt heute rühmen kann, über 1000 Parks vorzuweisen.

## Flagge
Die Flagge von St. Louis wurde von Theodore Sizer (Yale University) entwickelt und 1964 offiziell eingeführt. Sie symbolisiert den Zusammenfluss der Flüsse Mississippi und Missouri in der Nähe von St. Louis. Der Schnittpunkt der blauen Linien fällt unter eine französische Lilie (fleur-de-lis), die das französische Erbe der Stadt symbolisiert. In einer im Jahr 2004 durchgeführten Umfrage auf der Website der North American Vexillological Association belegte die Flagge den fünften Platz unter den amerikanischen Stadtflaggen.

## Demografie
Die Bevölkerung bestand laut dem Zensus von 2010 zu 42,2 Prozent aus Weißen und zu 47,1 Prozent aus Afroamerikanern; 2,9 Prozent waren asiatischer Herkunft. 3,5 Prozent der Bevölkerung waren Hispanics. St. Louis zählt somit zu den amerikanischen Städten, in denen Afroamerikaner die größte Bevölkerungsgruppe bilden. Der Median des Einkommens je Haushalt lag 2015 bei 35.599 US-Dollar. 25,5 Prozent der Bevölkerung lebten unterhalb der Armutsgrenze.

### Einwohnerentwicklung
Die Einwohnerzahl von St. Louis geht seit den 1950er Jahren zurück, da kontinuierlich Menschen in die Vorstädte ziehen. In der Metropolregion Greater St. Louis wurden insgesamt 2.845.298 Einwohner gezählt. In Missouri ist die Bevölkerungszahl von 3.954.653 im Jahr 1950 bis auf 5.988.927 im Jahr 2010 gestiegen. Die Bevölkerungszahl von St. Louis ist weiterhin rückläufig. Für 2011 wurde sie auf 318.069 Einwohner geschätzt. Daher kommt der Metropolregion die weitaus größere Bedeutung zu, dort ist auch weiterhin ein leichtes Bevölkerungswachstum zu verzeichnen.
| Jahr | Einwohner¹ |
| ---- | ---------- |
| 1810 | 1.600      |
| 1850 | 77.860     |
| 1900 | 575.238    |
| 1920 | 772.897    |
| 1950 | 856.796    |
| 1970 | 622.236    |
| 1980 | 452.801    |
| 1990 | 396.685    |
| 2000 | 348.189    |
| 2010 | 319.294    |
| 2020 | 301.578    |

¹1810–2020: Volkszählungsergebnisse

### Historische Objekte
In St. Louis befindet sich der Gateway Arch National Park, der mit Abstand kleinste Nationalpark der Vereinigten Staaten. Des Weiteren liegt in der Stadt eine National Historic Site, und zwar die Ulysses S. Grant National Historic Site. 15 Orte haben den Status einer National Historic Landmark.

### Atommüllentsorgung
Der Uranbrennstoff für Enrico Fermis Versuchsreaktor Chicago Pile-1 wurde aus Uranerz durch die Firma G. Mallinckrodt & Co in St. Louis hergestellt. Der dabei entstandene radioaktive Abfall lagert auf einer dortigen Deponie. Es gibt bis heute Proteste von Anwohnern gegen diese von dem Entsorgungsunternehmen Republic Services betriebene Deponie, da in der Umgebung eine erhöhte Krebsrate zu verzeichnen ist.

## Wirtschaft und Verkehr

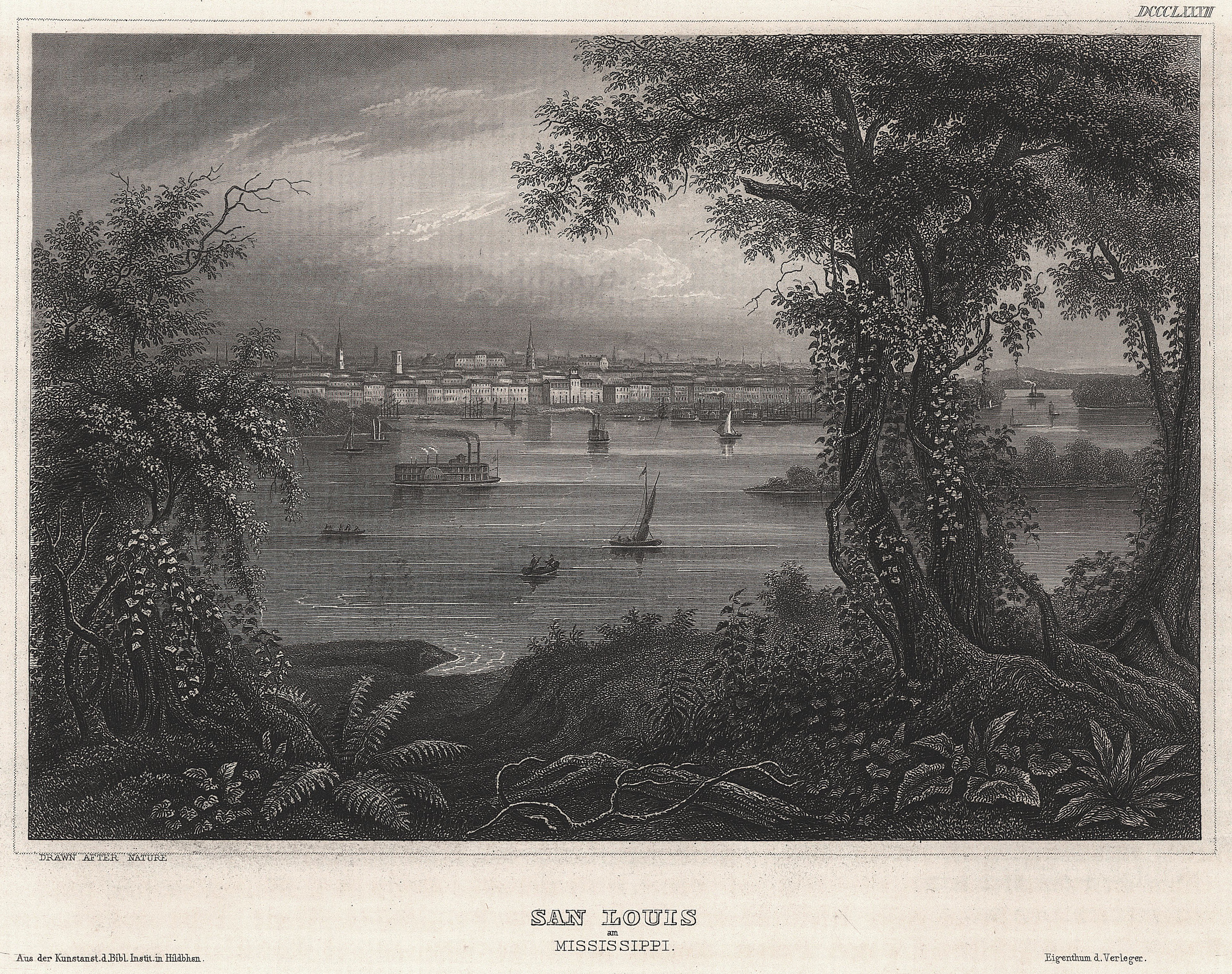
Panorama von St. Louis in den 1850er Jahren

Die Metropolregion von St. Louis erbrachte 2016 ein Bruttoinlandsprodukt von 159,9 Milliarden US-Dollar und belegte damit Platz 22 unter den Großräumen der USA. Die Arbeitslosenrate in St. Louis betrug 3,3 Prozent und lag damit unter dem nationalen Durchschnitt von 3,8 Prozent (Stand: März 2018).
In einer Rangliste der Städte nach ihrer Lebensqualität belegte St. Louis im Jahre 2018 den 70. Platz unter 231 untersuchten Städten weltweit. In den USA hatte nur Detroit eine schlechtere Platzierung.

### Wasserweg/Güterumschlag
Im 20. Jahrhundert war St. Louis, aufgrund der Lage am Mississippi River und Missouri River sowie des Eisenbahnknotenbereichs ein bedeutender Handelsplatz und die fünftgrößte Lagerstätte der Vereinigten Staaten.

### Luftverkehr
St. Louis hat zwei Flughäfen, den internationalen Flughafen Lambert-Saint Louis International Airport, neben dem sich die Werke der früheren Firma McDonnell Douglas befanden, sowie den kleineren Regionalflughafen MidAmerica St. Louis Airport. Der Lambert International Airport war Sitz und Drehkreuz der Fluggesellschaft Trans World Airlines (TWA). Der MidAmerica Airport wurde ursprünglich gebaut um den Hauptflughafen zu entlasten. TWA wurde jedoch nach ihrer Insolvenz im April 2001 von American Airlines aufgekauft und bald darauf die Funktion des Drehkreuzes nach Chicago verlegt. Infolgedessen gingen die Passagierzahlen dort jedoch deutlich zurück, so dass es für einen weiteren Flughafen wenig Bedarf gab. Der MidAmerican Airport erreichte lange Zeit nur wenige zehntausend Passagiere pro Jahr. Zuletzt stiegen die Passagierzahlen jedoch auf 157.000 im Jahr 2016 an. Einzige dort agierende Fluggesellschaft ist Allegiant Air.

### Schienenverkehr
Die Stadt wird auch von Amtrak angefahren, mit mehreren Zugverbindungen täglich nach Chicago und Kansas City, sowie täglich nach Dallas und San Antonio in Texas. Drei Mal wöchentlich werden Kurswagen weiter bis Los Angeles geführt.

### Straßenverkehr
St. Louis liegt an der Strecke der früher sehr wichtigen Route 66 von Chicago nach Los Angeles. Diese Straße wird auch in dem Blues-Titel (Get Your Kicks On) Route 66 besungen.
Heute wird die Stadt von den Autobahnen I-44, I-55, I-64 und I-70 bedient.

### Stadtbahn
Eine im Jahr 1993 eröffnete Stadtbahn durchquert die Stadt mit zwei Linien in West-Ost-Richtung.

## Sport
- Baseball: St. Louis Cardinals, ein Team der Major League Baseball (National League). Sie tragen ihre Heimspiele im 2006 neu erbauten Busch Stadium aus.
- Eishockey: St. Louis Blues, ein Team der NHL. Ihre Heimspiele bestreiten sie im Enterprise Center (ehemals Savvis Center, Kiel Center, Scottrade Center).
- American Football: Von 1960 bis 1987 spielten die St. Louis Cardinals in St. Louis. Nachdem diese 1987 nach Phoenix weitergezogen waren, spielten sieben Jahre lang keine Mannschaften der NFL in der Stadt. 1995 zogen die damaligen Los Angeles Rams in die Stadt und spielten von dort an als St. Louis Rams im Edward Jones Dome. Zur Saison 2016 zogen die Rams wieder nach Los Angeles um.
- Basketball: St. Louis hat kein Team in der Basketball-Liga NBA. Von 1955 bis 1968 spielten die St. Louis Hawks in der Stadt, bevor sie an ihren heutigen Standort nach Atlanta weiterzogen. In den Jahren 1974 bis 1976 trugen die Spirits of St. Louis aus der NBA-Konkurrenzliga American Basketball Association (ABA) ihre Heimspiele in St. Louis aus. Mit der Fusion der ABA mit der NBA wurde das Team aufgelöst.
- Fußball: St. Louis City SC. Das Team der Major League Soccer (Western Conference) startete zur Saison 2023. Sie tragen ihre Heimspiele im neu erbauten Citypark aus.
- Olympische Spiele: Im Jahr 1904 war St. Louis Austragungsort der Olympischen Sommerspiele.

## Sehenswürdigkeiten
- Das Wahrzeichen der Stadt ist der Gateway Arch, ein 192 m großer Bogen, der von Eero Saarinen gestaltet wurde.[21]
- Open-Air Musical-Theater „The Muny“[22]
- St. Louis Science Center
- St. Louis Art Museum
- Mildred Lane Kemper Art Museum
- St. Louis City Museum
- Missouri Botanical Garden
- Bayer Insectarium (Schmetterlingshaus) im St. Louis Zoo
- St. Louis Union Station (der ehemalige Hauptbahnhof) dient heute als Einkaufszentrum.
- Laclede’s Landing (historisches Viertel mit Ziegelsteinstrassen und viele Kneipen, Restaurants etc.)
- Old Courthouse (Stätte des Dred Scott v. Sandford Prozesses)
- Basilika St. Louis (Alte Kathedrale)
- Kathedralbasilika St. Louis (neue römisch-katholische Kathedrale des Erzbistums St. Louis)
- The New Masonic Temple Monumentaler Freimaurertempel in Midtown Saint Louis
- „Naked Truth“ – Denkmal der Deutschamerikaner Carl Schurz, Emil Preetorius und Carl Daenzer, die als Publizisten in St. Louis tätig waren (Skulptur von Wilhelm Wandschneider)
- Cahokia Mounds Erdpyramiden der größten präkolumbischen Stadt nördlich von Mexiko; seit 1982 UNESCO-Weltkulturerbe
- Der Forest Park und das dazugehörige Ausstellungsgelände der Weltausstellung von 1904.
- Scott Joplin House State Historic Site – Wirkungsstätte des Ragtime-Komponisten Scott Joplin
- St. Louis Zoo

## Musikkultur
Saint Louis ist Heimat des 1880 gegründeten Saint Louis Symphony Orchesters, das im Laufe seiner Geschichte mit sechs Grammy-Awards ausgezeichnet und insgesamt 56 Mal für diesen nominiert wurde. Das Opera Theatre of Saint Louis wird seit 1976 veranstaltet.
Hier wuchsen Josephine Baker und die Jazzmusiker Clark Terry, Miles Davis, Oliver Nelson und Grant Green auf.
Der Rock-’n’-Roll-Pionier Chuck Berry kommt aus Saint Louis. 1958 begann dort die Gesangskarriere von Tina Turner in der Band Kings of Rhythm des in East St. Louis ansässigen Ike Turner.
In den 1990er Jahren wurden Country-Sänger bekannt wie Uncle Tupelo und The Bottle Rockets. Damals machte der Aufstieg des Rappers Nelly (2000), der Saint Lunatics, Murphy Lees, Chingys, J-Kwons und Ebony Eyezs Saint Louis zu einem der Weltzentren von Rap und Hip-Hop. Die Stadt wird deshalb oft im Zusammenhang mit New York City, Atlanta, Los Angeles und Detroit erwähnt.
Aus St. Louis stammt der in Kanada lebende weiße Schauspieler und Musiker Jim Byrnes, der durch seine Rolle als Joe Dawson in der Fernsehserie Highlander und seine durch Gospel und Blues geprägte Musik (House of Refuge, 2007) bekannt geworden ist, ebenso die Musiker der Prog-Metal-Band Anacrusis sowie Dylan Brady, Ravenna Golden und Lewis Grant, die experimentellen Hip-Hop machen.

## Städtepartnerschaften
St. Louis, Missouri hat 16 Partnerstädte
| Stadt           | Land                    | seit |
| --------------- | ----------------------- | ---- |
| Bogor           | Indonesien              | 2004 |
| Bologna         | Italien                 | 1987 |
| Brčko           | Bosnien und Herzegowina | 2008 |
| Donegal         | Irland                  | 1994 |
| Galway          | Irland                  | 1977 |
| Georgetown      | Guyana                  | 1990 |
| Lyon            | Frankreich              | 1976 |
| Nanjing         | Volksrepublik China     | 1979 |
| Rosario         | Argentinien             | 2017 |
| Saint-Louis     | Senegal                 | 1994 |
| Samara          | Russland                | 1992 |
| San Luis Potosí | Mexiko                  |      |
| Stettin         | Polen                   | 1992 |
| Stuttgart       | Deutschland             | 1960 |
| Suwa            | Japan                   | 1974 |
| Wuhan           | Volksrepublik China     | 1994 |

## Klimatabelle
|                       | Jan  | Feb  | Mär  | Apr  | Mai   | Jun  | Jul  | Aug  | Sep  | Okt  | Nov  | Dez  |   |       |
| Mittl. Tagesmax. (°C) | 3,2  | 5,9  | 12,6 | 19,4 | 24,5  | 29,6 | 31,8 | 30,7 | 26,6 | 20,3 | 12,6 | 5,4  | ⌀ | 18,6  |
| Mittl. Tagesmin. (°C) | −6,2 | −3,8 | 1,9  | 8,0  | 13,3  | 18,7 | 21,3 | 19,9 | 15,8 | 9,1  | 3,2  | −3,3 | ⌀ | 8,2   |
|                       |      |      |      |      |       |      |      |      |      |      |      |      |   |       |
| Niederschlag (mm)     | 46,0 | 53,8 | 90,9 | 88,9 | 100,8 | 94,5 | 97,8 | 72,4 | 79,2 | 68,1 | 83,3 | 77,0 | Σ | 952,7 |
|                       |      |      |      |      |       |      |      |      |      |      |      |      |   |       |
| Sonnenstunden (h/d)   | 5,2  | 5,6  | 6,4  | 7,5  | 8,6   | 9,7  | 10,0 | 8,7  | 7,9  | 6,7  | 4,7  | 4,2  | ⌀ | 7,1   |
|                       |      |      |      |      |       |      |      |      |      |      |      |      |   |       |
| Regentage (d)         | 6,0  | 6,2  | 9,1  | 9,1  | 8,5   | 7,9  | 7,1  | 6,2  | 6,6  | 6,6  | 7,3  | 7,4  | Σ | 88    |
|                       |      |      |      |      |       |      |      |      |      |      |      |      |   |       |
| Luftfeuchtigkeit (%)  | 73   | 72   | 68   | 64   | 67    | 67   | 68   | 70   | 72   | 69   | 72   | 76   | ⌀ | 69,8  |

| −6,2 |

| −3,8 |

| 1,9 |

| 8,0 |

| 13,3 |

| 18,7 |

| 21,3 |

| 19,9 |

| 15,8 |

| 9,1 |

| 3,2 |

| −3,3 |

| −6,2 |

| −3,8 |

| 1,9 |

| 8,0 |

| 13,3 |

| 18,7 |

| 21,3 |

| 19,9 |

| 15,8 |

| 9,1 |

| 3,2 |

| −3,3 |